# Franciscus Bernardus Jacobus Kuiper
Franciscus Bernardus Jacobus Kuiper (* 7. Juli 1907 in 's-Gravenhage; † 14. November 2003 in Zeist) war ein niederländischer Indologe bzw. Indogermanist.

## Leben und Werk
Kuiper studierte Latein und Griechisch, Sanskrit und indogermanische Sprachwissenschaft an der Universität Leiden. Einer seiner Lehrer war Willem Caland. 1934 vollendete er seine Dissertation über Nasalpräsentia im Sanskrit und in anderen indogermanischen Sprachen. Dann nahm er eine Stelle als Latein- und Griechischlehrer in Jakarta, schon im Einflussgebiet der indischen Kultur, an. 1939 wurde er dann als Professor für Sanskrit an die Universität Leiden berufen. Sein Lehrspektrum umfasste vedisches und klassisches Sanskrit sowie Mittelindoarisch und auch Vergleichende Indogermanische Sprachwissenschaft. Einer seiner Schüler war Jan Willem de Jong. Zusammen mit ihm gründete er das renommierte Indo-Iranian Journal. 1984 wählte ihn die Österreichische Akademie der Wissenschaften zum korrespondierenden Mitglied.
Kuiper hat für die Indogermanistik und die Vedaforschung, insbesondere die Rigvedaforschung, bahnbrechende Ergebnisse hervorgebracht und „ist durch eine Vielseitigkeit gekennzeichnet, mit der nahezu alles bebaut wurde, was irgendwie mit der Sprachen- und Kulturwelt Indiens [in einem bestimmten Sinne] zusammenhängt: die indogermanistischen Grundlagen ebenso wie die altiranische Nächstverwandtschaft, die nicht-indogermanischen Sprachfamilien Indiens ebenso wie die Zeugnisse für einen pan-indischen 'Sprachbund'; dazu Wesentliches zu Religion und Mythologie sowie zur Kulturgeschichte im Allgemeinen“.
Dazu gehörten auch die Fragen, welchen Einfluss die indogermanischen Laryngale auf die vedische Phonologie, das Nominal- und Verbalsystem, sowie auf den Sandhi der vedischen Dichtersprache ausgeübt haben. Die Laryngaltheorie wurde damals noch in weiten Kreisen der historischen Sprachwissenschaft abgelehnt. Die Neuordnung der indogermanischen Morphologie weg von dem Stammklassenprinzip, zurückgehend auf Ferdinand de Saussure, hin zu Akzent- und Ablautklassen ist Ergebnis seiner Arbeit Notes on Vedic noun-inflection. In dem Glückwunschschreiben der Österreichischen Akademie zum 80. Geburtstag von Kuiper heißt es: „Die moderne Indogermanistik ... betrachtet Sie als einen ihrer Stammväter“.
Er hat darüber hinaus viel über die Struktur der rigvedischen Religion hervorgearbeitet. Seine avestischen Arbeiten machen unter anderem deutlich, wie sehr das Avesta mit dem Veda zusammenhängt. Ein Schwerpunkt seiner Arbeit liegt gerade bei der Untersuchung der Substrate von dravidischen und austroasiatischen Sprachen in den altindoarischen Texten Indiens, einem Thema, das gewisse Implikationen in Bezug auf damalige ethnographische Verhältnisse hat, vor allem im Zusammenhang mit der Debatte über die Migration der Āryas.
Von 1937 bis 1939 war er korrespondierendes und ab 1948 ordentliches Mitglied der Königlich Niederländischen Akademie der Wissenschaften.

## Publikationen (Auswahl)
- Die indogermanischen Nasalpräsentia. Ein Versuch zu einer morphologischen Analyse. Amsterdam 1937
- Notes on Vedic noun-inflection. Amsterdam 1942 (= Selected writings, S. 439–530)
- Proto-Munda Words in Sanskrit. Amsterdam 1948
- Shortening of final vowels in the Rigveda. Amsterdam 1955 (= Selected writings, S. 284–320)
- The genesis of a linguistic area. In: Indo-Iranian Journal 6 (1962), S. 52–64 (= Selected writings, S. 78–99)
- Varuṇa and Vidūṣaka. On the origin of the Sanskrit drama. Amsterdam 1979
- Ancient Indian cosmogony. Essays selected and introduced by John Irwin. Delhi 1983
- Aryans in the Rigveda. Amsterdam 1991
- Selected writings on Indian linguistics and philology. Ed. by A. Lubotsky, M.S. Oort, M. Witzel. Amsterdam 1997 (Leiden Studies in Indo-European 8), ISBN 90-420-0235-2